# 俞鐸 (順治進士)
俞鐸（？—？），字天木，南直隸揚州府泰州（今江蘇省泰興縣）人，明朝政治人物、進士出身。

## 生平
明崇禎十五年（1642年）壬午科應天鄉試舉人。清順治九年（1652年），登壬辰科進士，授翰林院庶吉士。順治十三年，改江南道監察御史。此後巡按宣大等地。